# Tripsacum
Tripsacum là một chi thực vật có hoa trong họ Hòa thảo (Poaceae).

## Loài
Chi Tripsacum gồm các loài: